# Magnesio-fluoro-hastingsite
La magnesio-fluoro-hastingsite (simbolo IMA: Mfhst) è un raro minerale del supergruppo dell'anfibolo, all'interno del quale viene collocato nel "gruppo degli anfiboli con W(OH,F,Cl)-dominante" e da lì al sottogruppo degli anfiboli di calcio dove occupa un posto nel "gruppo contenente la radice  hastingsite nel nome"; essendo un anfibolo, appartiene agli inosilicati e pertanto alla famiglia minerale dei "silicati", e possiede composizione chimica NaCa2(Mg4Fe3+)(Si6Al2)O22F2.
La magnesio-fluoro-hastingsite è definita con:
- sodio dominante in posizione A
- ione magnesio bivalente (Mg2+) dominante in posizione C
- fluoro dominante in posizione W.

## Etimologia e storia
Inizialmente il minerale era chiamato fluoro-magnesiohastingsite, in allusione alla sua relazione con l'hastingsite e per via del suo contenuto di fluoro e magnesio. In seguito alla ridefinizione della nomenclatura degli anfiboli, secondo cui i vari prefissi del nome-radice sono elencati nell'ordine in cui si presentano nella formula, il minerale è stato rinominato in magnesio-fluoro-hastingsite.

## Classificazione
La classica nona edizione della sistematica dei minerali di Strunz, aggiornata dall'Associazione Mineralogica Internazionale (IMA) fino al 2009, elenca la magnesio-fluoro-hastingsite con il nome provvisorio IMA 2005-002 nella classe "9. Silicati (germanati)" e da lì nella sottoclasse "9.D Inosilicati"; questa viene suddivisa più finemente in base alla struttura del minerale, in modo tale che la magnesio-fluoro-hastingsite possa essere trovata nella sezione "9.DE Inosilicati con catene doppie di periodo 2, Si4O11; clinoanfiboli" dove forma il sistema nº 9.DE.10.
Tale classificazione viene in piccola parte rivista nell'edizione successiva, proseguita dal database "mindat.org" e chiamata Classificazione Strunz-mindat, dove la magnesio-fluoro-hastingsite occupa i medesimi classe, sottoclasse e sezione della nona edizione, per poi venire smistata nel sistema nº 9.DE.15.
Nella Sistematica dei lapis (Lapis-Systematik) di Stefan Weiß la magnesio-fluoro-hastingsite si trova nella classe dei "silicati" e nella sottoclasse degli "inosilicati"; qui si trova nella sezione riservata ai minerali con struttura "[Si4O11] a due bande 6-; gruppo degli anfiboli; Ca2-anfiboli" dove forma il sistema nº VIII/F.10.

## Abito cristallino
La magnesio-fluoro-hastingsite cristallizza nel sistema monoclino nel gruppo spaziale C2/m (gruppo nº 12) con i parametri reticolari a = 9,872 Å, b = 18,007 Å, c = 5,314 Å e β = 105,37°, oltre ad avere 2 unità di formula per cella unitaria.

## Origine e giacitura
La magnesio-fluoro-hastingsite è stata trovata in piccole cavità in uno xenolite alterato ricco di ematite in trachiandesite. La paragenesi è con augite, ematite titanifera, enstatite, feldspato, flogopite, fluorapatite, ilmenite, pseudobrookite, titanite e tridimite.
Il minerale è molto raro ed è stato trovato solo nella sua località tipo, "Uroi Hill" (45.86049°N 23.04442°E) presso Simeria (distretto di Hunedoara, Romania); ritrovamenti anche nella cava di "Caspar" a Ettringen (in Renania-Palatinato, Germania); sul monte Vesuvio (in Campania, Italia); a Kopejsk (nell'oblast' di Čeljabinsk, Russia); presso Rockaway (contea di Morris) e Franklin (contea di Sussex), entrambe nel New Jersey (Stati Uniti).

## Forma in cui si presenta in natura
La magnesio-fluoro-hastingsite si presenta in cristalli prismatici di dimensioni fino a 3 mm. Il minerale è trasparente con lucentezza vitrea; il colore è marrone rossastro o marrone giallastro, mentre il colore del suo striscio è marrone rossastro chiaro.